# Picking Up the Pieces
«Picking Up the Pieces» es una canción de la artista inglesa Paloma Faith de su segundo álbum de estudio Fall To Grace. Producida por Nellee Hooper y escrita por Faith, Wayne Hector y Tim Powell, fue lanzada como el primer sencillo del álbum el 18 de mayo de 2012. Faith reveló que «Picking Up the Pieces» fue inspirada por los problemas e inseguridades de salir con alguien que se está recuperando de una relación anterior. El videoclip del sencillo se reveló el 5 de abril de 2012.
«Picking Up the Pieces» ingresó en el UK Singles Chart en el número 7, convirtiéndose en el primer sencillo de Faith en alcanzar el Top 10 y su sencillo de mayor éxito en el Reino Unido hasta que «Only Love Can Hurt Like This» (2014) alcanzó el número 6. La recepción crítica de la canción ha sido positiva. El video musical acompañante de la canción fue dirigido por Emil Nava y fue lanzado el 12 de abril de 2012. El video presenta a Faith interpretando a una mujer que está en «una relación tempestuosa» con su novio. A medida que avanza el video, muestra la relación de Faith con su novio desmoronándose y ella se vuelve como de cera y se derrite.

## Antecedentes y material gráfico
En marzo de 2010, Faith reveló que estaba trabajando en un segundo álbum. Durante una entrevista con un reportero de Popjustice, explicó que el álbum contendría más «agonía y sufrimiento». Faith reclutó al productor musical Nellee Hooper para trabajar con ella en el proyecto. Hooper le dijo a un escritor de NME que en realidad no había oído hablar mucho de Faith, ya que estaba viviendo en Los Ángeles cuando se lanzó su primer álbum. Dijo que Sony y RCA Records se pusieron en contacto con él y sugirieron que se encontrara con Faith. Faith escribió y grabó Fall To Grace en Londres. El 29 de febrero de 2012, se anunció que «Picking Up the Pieces» serviría como el primer sencillo del álbum. Faith describió la canción como «...los problemas de estar en una relación con alguien que todavía se está recuperando de una relación anterior con otra persona. Es una canción sobre la duda y la inseguridad». Agregó que estaba emocionada de presentar su nuevo sonido al mundo. Coescrita por Faith, Wayne Hector y Tim Powell, «Picking Up the Pieces» fue lanzada en el Reino Unido por RCA Records el 20 de mayo de 2012. El clíp de la portada del sencillo se lanzó exclusivamente en el sitio web de Digital Spy el 5 de abril. La portada muestra a Faith vestida con un vestido de alta costura de Dolce & Gabbana, envuelta en un estola de piel sintética hecha por la costurera Wendy Benstead. La imagen está completamente sin retocar.

## Recepción de la crítica
«Picking Up the Pieces» ha recibido críticas generalmente positivas de los críticos. Colin Gentry de 4Music dijo que «Picking Up the Pieces» es «una canción elegante y rápida sobre tratar de competir con la exnovia de un amante. Es difícil imaginar que alguien ponga en segundo plano a nuestra Paloma, y sus vocales angustiadas ciertamente resuenan lo suficientemente fuerte como para que todos escuchen su angustia». Robert Copsey y Lewis Corner de Digital Spy pensaron que el sencillo era «un avance de gran éxito con cuerdas expansivas y tambores implacables», que se sentía «tan íntimo» como el trabajo anterior de Faith. En su reseña oficial, Corner le dio a «Picking Up the Pieces» cinco estrellas y afirmó que Faith «puede que no piense que pueda alcanzar el ideal principal de la perfección, pero «Picking Up The Pieces» roza peligrosamente cerca, y solo por eso, merece más que merecidamente algún reconocimiento global». Tim Ingham de Music Week calificó la canción como un «himno contundente y de piel gruesa». Mientras que Mark Savage, reportero de entretenimiento de BBC News, la llamó «una 'mega-balada' estridente y cargada de cuerdas».
Leo Kristoffersson de So So Gay dijo que las letras de la canción «son entregadas con las voces característicamente afirmativas de Faith». Añadió: «El estilo vocal ahumado y con tintes de jazz al que nos hemos acostumbrado es ligeramente más agudo en la pista, lo que refleja perfectamente la angustia que inspiró la canción. Predecimos grandes cosas para esta pista». Durante su reseña del álbum, Nick Levine de BBC Music escribió: «El primer sencillo «Picking Up the Pieces» es épico, como corceles galopando en la pantalla plateada». David de la revista We Love Pop dio al sencillo una crítica mixta. Dijo que «Picking Up the Pieces» era «predecible pero sólida». Añadió: «Disfrutamos de las estrellas del pop que son un poco locas y que están a cargo de sus propias carreras; Paloma es ambas cosas, pero esta canción no muestra completamente la brillante estrella del pop que podría ser».

## Vídeo musical

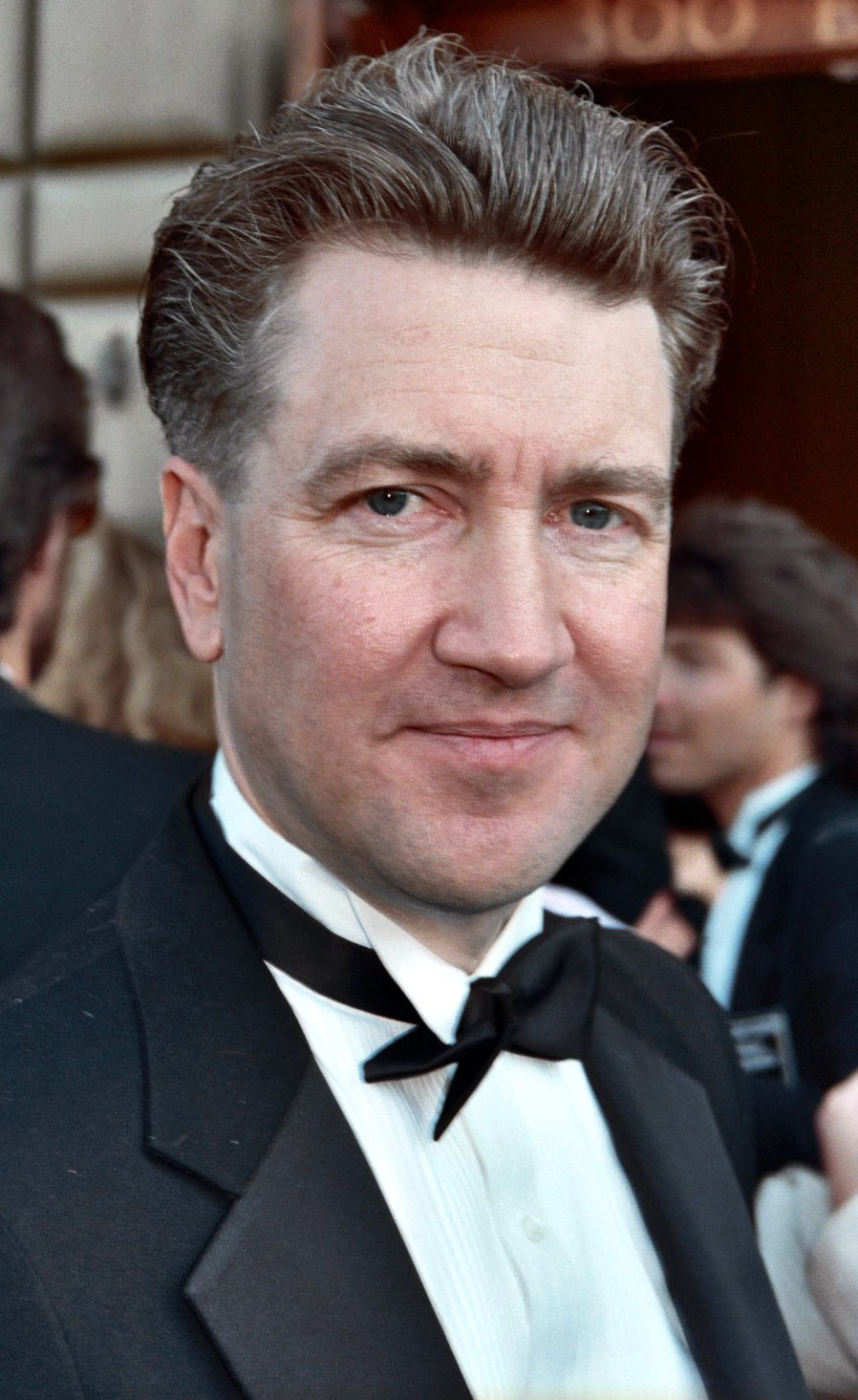
Faith reveló que el vídeo de «Picking Up the Pieces» se inspiró en parte en David Lynch y su drama televisivo Twin Peaks.

El video musical que lo acompaña, dirigido por Emil Nava, se lanzó el 12 de abril de 2012. Faith interpreta a una mujer atrapada en «una relación tempestuosa con un novio posesivo». La pareja va a un hotel campestre donde están rodeados de huéspedes adinerados que parecen estar disfrutando. A medida que avanza el video, muestra cómo se desmorona la relación de Faith con su novio. Sobre el concepto, Faith comentó:

La idea es que acabamos de romper y los dos estamos muy disgustados. Él está como enamorado de esa otra versión de mí que representa la perfección. Está enamorado de la perfección, pero la perfección en realidad no existe, es como la perfección que yo he imaginado a mi manera paranoica y autodespreciativa.

Luego, Faith se vuelve como de cera y comienza a derretirse, lo que Lewis Corner de Digital Spy describió como parecido «al derrumbe emocional que ha sufrido a través del abuso doméstico». Faith le dijo al colega de Corner, Robert Copsey, que la escena en la que se derrite muestra que su personaje no es real y que lo que estaba imaginando ni siquiera existe. Añadió: «Tenemos este beso al final que significa que acabamos de tener un pequeño tropiezo. Creo que eso sucede mucho en las relaciones». Mientras se desarrolla la historia, Faith se ve cantando en los terrenos del hotel. La cantante reveló que el escenario para el video fue inspirado por Twin Peaks, 2046, The Shining y David Lynch.
Louisa Walker de 4Music dijo que el video muestra el «amor de Paloma por el estilo inspirado en el siglo XX». Añadió: «Paloma ha dicho que 'El nuevo álbum ha adquirido un estado de ánimo muy cinematográfico', y esto es evidente en este video liderado por la historia para el primer sencillo». Un escritor de Popjustice llamó al video «genial» y bromeó diciendo «Hace que la canción parezca un 150% mejor de lo que realmente es. Tal vez solo te hace darte cuenta de lo buena que es la canción en realidad». Añadieron que el video presenta algunas ropas bonitas. El video de «Picking Up the Pieces» fue nominado para el Mejor Video de 2012 de 4Music y al Mejor Video Pop en los Premios de Videos Musicales del Reino Unido.

## Actuaciones en vivo
El 19 de mayo de 2012, Faith interpretó «Picking Up the Pieces» en vivo en T4. También interpretó la canción durante el cuarto programa de resultados de The Voice UK. El 30 de mayo de 2012, Faith habló y interpretó «Picking Up the Pieces» en vivo en This Morning. Faith también interpretó «Picking Up the Pieces» en The Graham Norton Show el 15 de junio. Faith incluyó «Picking Up the Pieces» en su repertorio para sus presentaciones en vivo en Somerset House el 17 y 18 de julio.

## Gráficos
| Listas (2012–2013)                     | Mejor posición |
| -------------------------------------- | -------------- |
| Irlanda (IRMA)                         | 13             |
| Nueva Zelanda (Recorded Music NZ)      | 30             |
| Escocia (Scottish Singles Sales Chart) | 3              |
| Reino Unido (UK Singles Chart)         | 7              |
| Estados Unidos (Adult Top 40)          | 39             |
| Estados Unidos (Hot Dance Club Songs)  | 8              |

## Certificaciones
| País        | Organismo certificador | Certificación | Ventas certificadas | Ref.   |
| ----------- | ---------------------- | ------------- | ------------------- | ------ |
| Reino Unido | BPI                    | Platino       | 600 000             | [ 32 ] |